# Huis Fuld
Huis Fuld is een monumentaal grachtenpand met een rijk interieur aan Keizersgracht 452 in Amsterdam, op de hoek met het Molenpad. Het kreeg in 1970 status als rijksmonument. Het pand wordt verhuurd als kantoorruimte; een aantal bedrijven zijn gehuisvest in het pand.

## Geschiedenis
Tot aan de vierde uitleg van Amsterdam in 1662-1663 bevond zich op deze plek de stadsbeeldhouwerij, waar onder meer beeldhouwwerken voor het nieuwe stadhuis op de Dam (nu Paleis op de Dam) werden vervaardigd. Nadat de grachtengordel in 1662 werd doorgetrokken tot aan de Amstel, werd de steenhouwerij afgebroken en verplaatst. In 1685 werd er door bouwmeester Pieter Adolfse de Zeeuw een stadspaleis gebouwd voor Joannes Vinckel. In 1859 werd het pand eigendom van Elias Jacob Fuld (1822-1888?), een uit Frankfurt am Main afkomstige joodse bankier, die zich in 1853 in Nederland had gevestigd. Hij liet het huis in 1860-1861 grondig verbouwen onder leiding van Cornelis Outshoorn, de architect die ook het Paleis voor Volksvlijt (gereed in 1864) en het Amstel Hotel (gereed in 1867) had ontworpen. Het huis kreeg een nieuwe voorgevel in een eclectische neostijl, en het interieur werd aanzienlijk verfraaid, onder andere met een imposant stucwerkplafond en een rijkelijk versierd trappenhuis. Het voormalige koetshuis aan de achterzijde werd tot kantoor verbouwd, waar vervolgens de bank Becker & Fuld werd gehuisvest.
In 1892 kwam het huis in eigendom van de politicus en advocaat Cornelis Jacob den Tex (1855-1907), die het huis opnieuw liet verbouwen, ditmaal door Eduard Cuypers. Hierbij werd vooral het interieur verder verrijkt, met lambriseringen, nieuwe deuren en cassetteplafonds in neorenaissancestijl.

## Bijzonderheden
Huis Fuld was een van de eerste grachtenpanden waar geprefabriceerde ornamenten werden toegepast, zowel in het interieur als aan het exterieur. Voor 1860 bestonden gevelversieringen meestal uit gebeeldhouwd natuursteen. Bij Huis Fuld werden daar vooraf vervaardigde terracotta elementen voor gebruikt. Waar versierde trapleuningen binnenshuis voorheen meestal uit houtsnijwerk bestonden, werd in Huis Fuld vooraf gegoten zink toegepast. Uiteraard drukte dit de kosten, terwijl men het huis op die manier toch een rijke uitstraling kon geven. Bovendien waren ambachtslieden die het oude vak nog beheersten schaars en duur geworden. Ook kon de oplevering van het pand sneller plaatsvinden met behulp van geprefabriceerd materiaal.
De afwerking van het interieur in Huis Fuld wordt van uitzonderlijk hoge kwaliteit beschouwd.